# ARM Cortex-A78
Az ARM Cortex-A78 – kódnevén Hercules – egy 64 bites, ARMv8.2-A utasításkészletet implementáló mikroprocesszor-kialakítás, amelyet az ARM Ltd. austini tervezőközpontja tervezett, elsősorban felső kategóriás eszközökben való felhasználásra.
A Cortex-A78 fejlesztése 2015-ben kezdődött. Az Arm hivatalosan 2020. május 26-án jelentette be a Hercules processzortervet.

## Tervezés
Az ARM Cortex-A78 a Cortex-A77 utódja. Párosítható ARM Cortex-X1 és/vagy ARM Cortex-A55 CPU-kkal egy DynamIQ konfigurációban a teljesítmény és a hatékonyság érdekében. A processzor energiamegtakarítása akár az 50%-ot is elérheti az elődjéhez képest.
A Cortex-A78 egy 4 utasítás széles dekódolású, sorrenden kívüli végrehajtású (out-of-order) szuperskalár kialakítás,
1,5 K makroművelet (Mop) méretű gyorsítótárral. 
Ciklusonként 4 utasítást és 6 makroműveletet (Mop) tud lehívni, képes 6 Mop (makroművelet) átnevezésére és kiküldésére, és ciklusonként 12 mikroművelet (µop) sebességet érhet el.
A sorrenden kívüli ablak mérete 160 bejegyzés; a backend 13 végrehajtási porttal rendelkezik, futószalagjának hossza 13 fokozat, benne a végrehajtási késleltetés 10 fokozat.
A processzor a szabványos Cortex-A tervezési vonalba illeszkedik; 2,1 GHz-es (5 nm-es) csipkészletet kínál, ami elődjéhez képest több szempontból javított tulajdonságokat mutat:
- 7%-kal jobb teljesítmény
- 4%-kal alacsonyabb energiafogyasztás
- mérete 5%-kal kisebb, ami 15%-kal több területet jelent egy négymagos fürt kiszolgálására, extra GPU, NPU (neurális feldolgozó) egységekkel.

A processzortervben emellett kiterjeszthető skálázhatóság is megvalósítható, extra Dynamic Shared Unit for DynamIQ támogatással a lapkakészleten. A 64 KiB-os L1 gyorsítótár-konfigurációból kisebb, 32 KiB méretű L1 gyorsítótár opcionálisan választható. A kisebb L1 memória ellensúlyozására az elágazás-előrejelző (branch predictor) jobban le tudja fedni a szabálytalan keresési mintákat és ciklusonként két teljesült (taken) elágazást képes követni, ami kevesebb L1 találati hibát eredményez és segít elrejteni a gyorsítótár-buborékokat, hogy a magot folyamatosan képes legyen utasításokkal ellátni. A processzor futószalagja egy ciklussal hosszabb, mint elődjében, az A77-ben található, annak érdekében, hogy az A78 elérje a megcélzott 3 GHz körüli órajelfrekvenciát. Az A78 egy ciklusonként 6 utasítást végrehajtó kialakítás.
A processzortervben egy második integer szorzóegységgel bővítették a végrehajtó egységet, és hozzáadtak egy újabb betöltési címszámító egységet (Address Generation Unit, AGU), ami 50%-kal növeli mind az adatbetöltést, mind a sávszélességet. A lapkakészlet további optimalizációi közé tartoznak az összeolvasztott (fuzionált) utasítások, valamint az utasításütemezők, regiszterátnevezési struktúrák, és az utasításátrendező puffer hatékonyságának javítása.
Az L2 gyorsítótár legfeljebb 512 KiB méretű lehet és kétszeres sávszélességgel rendelkezik, míg az osztott L3 gyorsítótár legfeljebb 4 MiB méretű, ami kétszerese az előző generációkénak. Egy dinamikus megosztott egység (Dynamic Shared Unit, DSU) megnövelt 8 MiB-os konfigurációt is lehetővé ARM Cortex-X1 processzormagokat alkalmazva.

## Licencelés
A Cortex-A78 a licencelők számára SIP magként áll rendelkezésre, és kialakítása alkalmassá teszi más SIP-magokkal együtt (például GPU, képernyővezérlő, DSP, képfeldolgozó processzor, stb.) közös lapkára való integrálására, egylapkás rendszert (SoC) alkotó egységbe.

## Felhasználás
A Cortex-A78-at először a Samsung Exynos 1080 és 2100 egylapkás rendszerekben (SoC) használták, amiket 2020 novemberében és decemberében vezettek be.
A Snapdragon 888 egylapkás rendszerben alkalmazott egyedi Kryo 680 Gold mag szintén a Cortex-A78 mikroarchitektúrán alapul.
A Cortex-A78-at a MediaTek Dimensity 8000 sorozatában is alkalmazzák.
A processzort használja az NVIDIA DPU (BlueField hálózati adatfeldolgozó egység), 
valamint a 2023 augusztusában megjelenő Huawei Kirin 9000-esek.

## Fordítás
Ez a szócikk részben vagy egészben  az   ARM Cortex-A78 című angol Wikipédia-szócikk ezen változatának fordításán alapul.  Az eredeti cikk szerkesztőit annak laptörténete sorolja fel. Ez a jelzés csupán a megfogalmazás eredetét és a szerzői jogokat jelzi, nem szolgál a cikkben szereplő információk forrásmegjelöléseként.